# Quaero
Quaero – europejski program, mający na celu stworzenie narzędzi do indeksowania i zarządzania multimediami i wielojęzycznymi dokumentami (m.in. wyszukiwarki internetowej).
Projekt współtworzony jest przez konsorcjum zrzeszające francuskie i niemieckie firmy i koordynowane przez grupę Thomson. (m.in. France Télécom, Exalead, Jouve, Vocapia Research.
Projekt wspomagany jest przez publiczne instytucje naukowe: CNRS (INIST, LIMSI, IMMI), INRIA, Institut Telecom, IRCAM, IRIT, LIPN, MIG-INRA, Uniwersytet Josepha Fouriera, Uniwersytet w Karlsruhe i RWTH Aachen.
11 marca 2008 Komisja Europejska zaaprobowała przyznanie Francji pomocy finansowej w wysokości 99 mln euro na rozwój projektu. Quaero dysponuje budżetem ok. 200 milionów euro.